# Польская школа плаката
Польская школа плаката — школа художественного плаката в Польше. Относится к периоду 1940-х — 1980-х годов. Иногда определяют более узкие рамки — с 1950-х по 1970-е годы.

## Общая характеристика
Одна из немногих национальных плакатных школ, практически не связанных с традицией интернационального стиля. Не укладывалась в рамки социалистического реализма, и, одновременно, не соответствовала доктрине коммерческого постера. Особенность Польской школы — соединение принципов живописи и плаката. Её графика построена на использовании сложных изобразительных метафор. Это дает основания рассматривать Польскую школу не только как художественное, но и как интеллектуальное явление. Несмотря на свое маргинальное положение в традиции плаката, она оказала заметное влияние на развитие современного графического дизайна.
Одним из главных представителей польской школы плаката можно назвать Генриха Томашевского (1914—2005). На Международной выставке киноплаката в Вене в 1948 году он получил сразу пять первых призов за свои работы.
Польский плакат развивался при поддержке художественных институций Польской Народной Республики и, в то же время, занимал по отношению к ним оппозиционное положение. Польский плакат использовал мотивы и темы, близкие сюрреализму — это делало его маргинальным явлением на фоне официального искусства Польши. Лишившись государственной поддержки, польская школа плаката утратила своё влияние.
В 1968 году был открыт музей плаката в Вилянуве. В 1990-х годах, после перехода Польши к рыночной экономике, в коммерческой рекламе стали использоваться готовые зарубежные плакаты.

## Основные мастера Польской школы
- Вислав Валкуски
- Ян Леница
- Францишек Старовейский
- Генрих Томашевский
- Роман Числевич